# Alginian sodu
Alginian sodu, E401 – organiczny związek chemiczny, sól sodowa kwasu alginowego, stosowany jako dodatek do żywności. Jest otrzymywany z wodorostów wyrzucanych na brzeg Atlantyku. Jest bezbarwny i bez smaku. Łatwo pęcznieje.
Hamuje wchłanianie strontu.